# Барбата

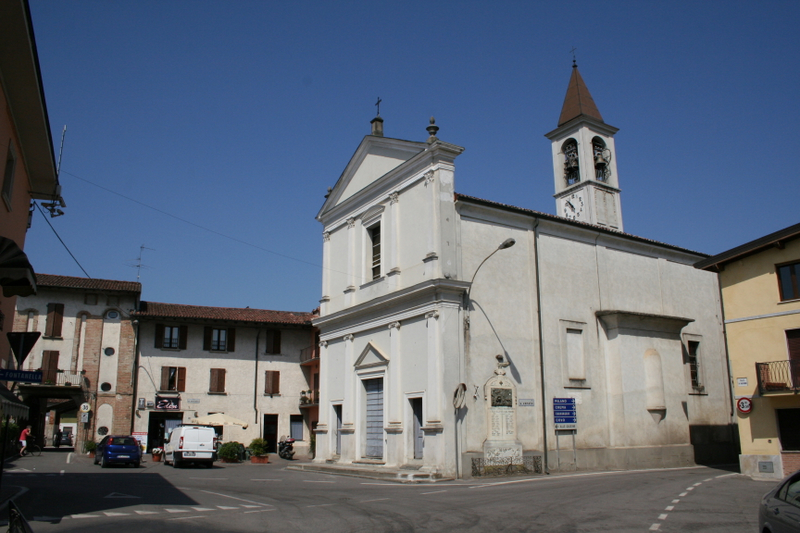
Приходской храм

Барбата (итал. Barbata) — коммуна в провинции Бергамо в регионе Ломбардия в Италии. Расположена примерно в 50 км к востоку от Милана и примерно в 25 км к юго-востоку от Бергамо. По состоянию на 31 декабря 2004 года, проживало 628 человек, площадь 8,0 км². Барбата граничит с коммунами: Антеньяте, Камизано, Ково, Иссо, Фонтанелла и Казалетто-ди-Сопра.
Покровителями коммуны почитаются святые апостолы Пётр и Павел, празднование 29 июня.